# Коррі Еванс
Коррі Джон Е́ванс (англ. Corry John Evans; нар. 30 липня 1990) — північноірландський футболіст, півзахисник або центральний захисник «Сандерленда». Як і його старший брат Джонні Еванс, Корі пройшов через Молодіжну футбольну академію центральним захисником. Еванс здатний грати у центрі півзахисником або у захисті, що він і показав упродовж сезону 2008/09.

## Кар'єра

### Клубна кар'єра
Народившись у Белфасті, Еванс розпочав свою кар'єру у ФК «Грінайленд Бойз», де грали такі молоді гравці «Манчестер Юнайтед», як Крег Кечарт та Конор Девлін, до свого переїзду в Англію. Так, коли брат Еванса, Джонні, підписав контракт із Манчестером, із ним переїхала вся родина. Тоді Еванс приєднався до юніорської команди Манчестера та грав у шкільні роки допоки не розпочав тренування у клубі у свої 16 років у липні 2006 року. До того часу він вже став постійним відвідувачем клубної команди Under-18, та 31 жовтня 2005 р. навіть дебютував у командному резерві, вийшовши на заміну Сема Хьюсона у виїзній грі проти «Олдем Атлетік». Зробивши 19 виходів та забивши один гол за команду Under-18 у 2006-07 рр., його не ставили на заміну до листопада 2007 р., коли він зіграв замість Девіда Грея у другому таймі виїзного матчу з «Мідлсбро».
Після п'яти виходів у запасі в 2007-08 рр. Еванс уже на постійній основі входив у резерв команди у наступному сезоні (2008-09 рр), та одного разу побував як капітан. Попри те, що у перші роки Еванс грав півзахисником, у 2008—2009 сезоні змінив амплуа на центрального захисника.
24 травня 2009 р. Еванс вперше був викликаний на командну гру Манчестер Юнайтед, останню у сезоні 2008—2009 Прем'єр Ліги проти ФК «Галл Сіті», на лаву запасних.
Не зігравши за «червоних дияволів» жодного матчу, в жовтні 2010 року гравець був відданий в оренду до клубу «Карлайл Юнайтед», а у січні наступного року також на правах оренди перейшов у «Галл Сіті». По завершенні сезону «тигри» викупили контракт гравця, де він провів ще два сезони.
В серпні 2013 року перейшов до іншого клубу Чемпіоншипу «Блекберн Роверз».

### Міжнародна кар'єра
Еванс розпочав міжнародну футбольну кар'єру у шкільні роки, граючи за Збірну Північної Ірландії under-16; він забив один гол за три гри команди. У 2007 р. він переходить до Under-17, грає 5 матчів упродовж двох місяців спортивних змагань. Хоча команда вийшла з них без перемог, програвши три гри та дві закінчивши нічією. В кінці 2007 р. Еванс приєднався до команди Under-19, гра якої виявилася також неуспішною, — чотири програші та одна перемога з шести матчів з жовтня 2007 року до жовтня 2008 року. У складі збірної Under-21 він дебютував 19 серпня 2008 р., але був замінений на 72 хвилині у грі, яка закінчилася поразкою 1-0 Польській команді. Ще чотири виходи були зроблені ним за цю команду. Хоча збірна U21 провалила кваліфікацію Чемпіонату Європи з футболу серед молодіжних команд (Євро 2009), його запросили на декілька відбірних турнірів Чемпіонату Європи серед молодіжних команд 2011 р.
Еванс отримав свій перший виклик на гру Національної збірної Північної Ірландії 20 травня 2009 р; він грав у складі команди у матчі проти Італії у Пізі 6 червня 2009 р. Зробивши свій дебют у цій грі, на 78-й хвилині був замінений Шейном Фергюсоном.
У травні 2016 року був включений до заявки національної команди для участі у фінальній частині чемпіонату Європи у Франції.